# MÁV-Baureihe V44
Die MÁV-Baureihe V44 waren elektrische Lokomotiven mit Einzelachsantrieb der ungarischen Staatsbahn Magyar Államvasutak (MÁV). Sie waren die ersten nach dem System Kandó mit Einzelachsantrieb arbeitenden Elektrolokomotiven.

## Geschichte
Die Kandó-Lokomotiven der Reihen V40 und V60 hatten sich im Betrieb durchaus bewährt. Negativ waren die hohen Unterhaltskosten für den Stangenantrieb. So stellten die MÁV, internationalen Anregungen folgend, ihre elektrischen Lokomotiven auf Einzelachsantrieb um. Das erforderte ein neues System der elektrischen Steuerung der Lokomotive, denn die kleineren elektrischen Motoren konnten die erforderlichen Synchrongeschwindigkeiten nicht mehr durch eine geänderte Polzahl regeln. Die Bürstenhalterungen dafür ließen sich nicht mehr räumlich unterbringen.
Bei dieser Baureihe mit Einzelachsantrieb wurden die Synchrongeschwindigkeiten durch Änderung der Frequenz des Speisestromes durch einen Periodenumformer erzielt. Die MÁV bestellten 1939 zwei nach diesem System zu bauende Lokomotiven. Die erste wurde 1943 bei Ganz & Co. fertiggestellt.  Bei Probefahrten über 15.000 km konnte die Lokomotive befriedigen. Durch den Kriegsverlauf kam sie nicht mehr in den fahrplanmäßigen Betrieb.
Die Lokomotive war in ihrer Bedienung zu schwierig zu handhaben und außerdem zu schwer geraten, so dass außer der zweiten bestellten Lokomotive kein weiterer Auftrag erteilt wurde. Diese zweite Lokomotive V44,002 wurde nach der Fertigstellung durch einen Bombenangriff zerstört. Die erste Lokomotive wurde wegen zunehmender Luftangriffe in Aszód abgestellt. Dort wurde sie beschädigt. Diese und die noch verbesserungsbedürftige Konstruktion der Periodenumformung bewirkten, dass beide Lokomotiven bis 1953 ausgemustert und verschrottet wurden.

## Technische Angaben
Äußerlich wirkte die Lokomotive sehr elegant und glich in ihrem Aussehen der DR-Baureihe E 19. Durch die schwere elektrische Ausrüstung mit dem zusätzlichen Periodenumformer waren zu den vier angetriebenen Achsen vier Laufachsen erforderlich, die in zwei Drehgestellen angeordnet waren. Wie der Antrieb des Einzelachsantrieb praktiziert wurde, ist nicht bekannt.
Neu war bei der elektrischen Ausrüstung, dass die Lokomotive zusätzlich zum Phasenumformer der Kandó-Lokomotiven mit einem Periodenumformer ausgerüstet war, der ebenso wie der Phasenumformer die Vereinigung eines Hochspannungs-Synchronmotors und eines Drehstromgenerators zu einer Maschineneinheit darstellte und die Fahrmotoren mit Drehstrom in verschiedenen Frequenzen versorgte.
Der Periodenumformer arbeitete mit einer Drehzahl von 1500 min−1. Er brachte die vier erforderlichen Frequenzen durch Umschaltung der Wicklungen mit einer anderen Polzahl zustande. Die vier als Kurzschlussläufermotoren ausgeführten Fahrmotoren konnten von diesem Periodenumformer mit Drehstrom von 0…83 s−1 gespeist werden. Der Periodenumformer gestattete der Lokomotive die vier Synchrongeschwindigkeiten 25, 75, 100 und 125 km/h. Die Geschwindigkeit von 50 km/h konnte erreicht werden, wenn die Motoren direkt von dem Phasenumformer angesteuert wurden.
Die gesamte elektrische Ausrüstung erwies sich im Endeffekt als zu schwer und umständlich zu bedienen, so dass nach dem Zweiten Weltkrieg die Ganz-Werke einen neuen Phasenumformer konstruierten, was letztendlich zur Entwicklung der MÁV-Baureihe V55 führte.